# Амфитеатр в Поццуоли

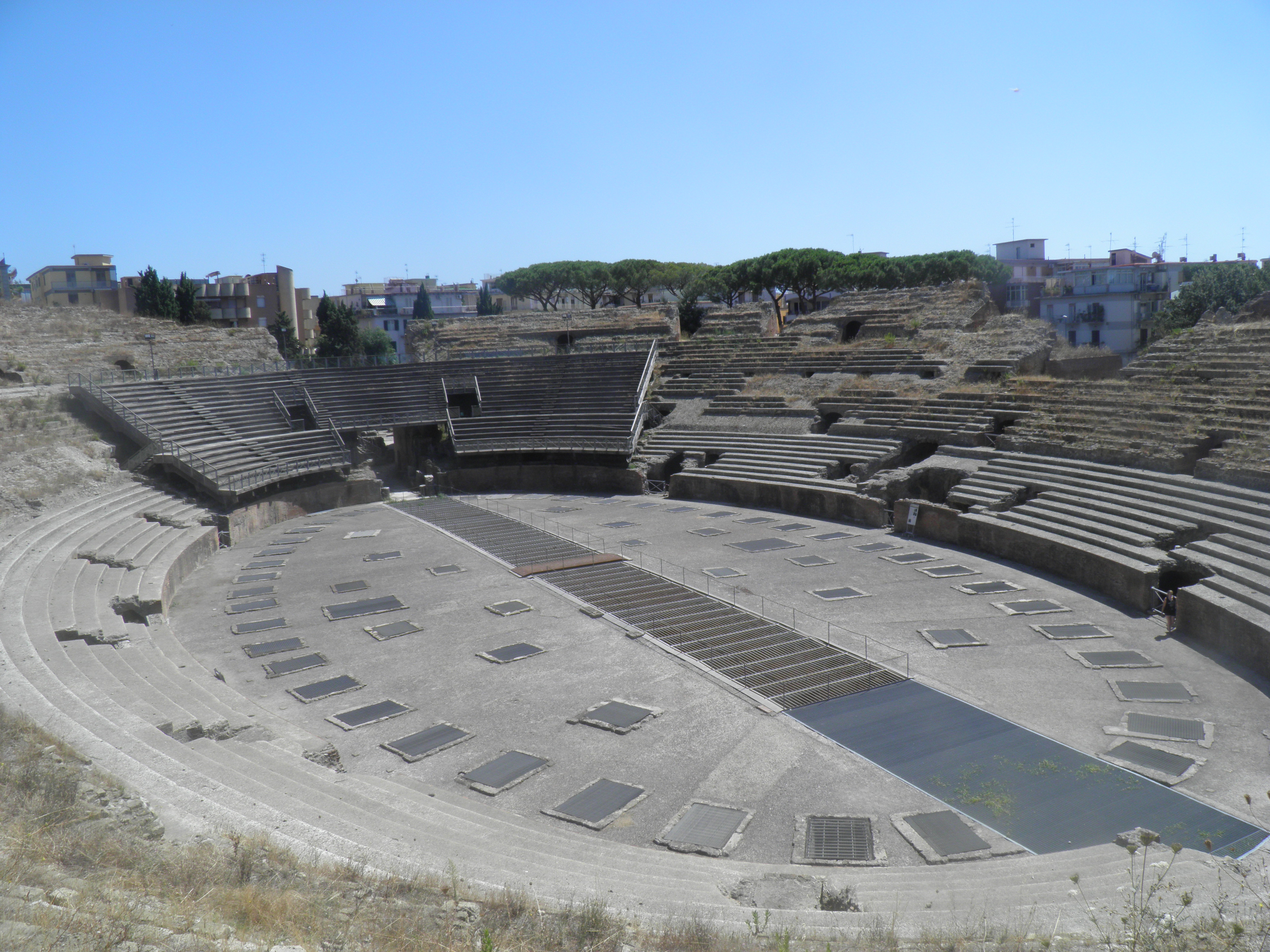
Амфитеатр Флавиев в Поццуоли

Амфитеатр Флавиев в Поццуоли (итал. Anfiteatro Flavio Puteolano) — античный амфитеатр в городе Поццуоли итальянского региона Кампания. Является третьим по величине римским амфитеатром в Италии, уступая лишь Колизею и амфитеатру в Капуе.

## История
Амфитеатр построен при императорах династии Флавиев: заложен при Веспасиане и завершён, вероятно, при его сыне Тите. Сооружение находилось на пересечении дорог из Неаполя, Капуи и Кум и служило центром культурной жизни Путеол (латинское название города). Амфитеатр вмещал до 40 тысяч зрителей.
По преданию, в 305 году, при Диоклетиане, арена амфитеатра послужила местом казни святого Прокла и святого Януария (будущих покровителей, соответственно, Поццуоли и Неаполя). Однако дикие звери отказались их убивать, и святые были обезглавлены в расположенном поблизости вулкане Сольфатара.
В позднеантичный период амфитеатр был заброшен и частично засыпан пеплом извержений Сольфатары.
В средние века мрамор и травертин с фасада, в том числе колонны и скульптуры, демонтировали для повторного использования и пережигания на известь. Но погребённые подвальные помещения остались нетронутыми и хорошо сохранились.
Раскопки проводились в 1839—1845, 1880—1882 и в 1947 годах.

## Описание
В плане амфитеатр представляет собой эллипс размером 149 × 116 м; размер арены — 72 × 42 м. Он имел трёхъярусный фасад, в том числе два яруса открытых аркад и третий ярус аттика. Фасад не сохранился.
Зрительный зал (cavea) также был трёхъярусным. Как и Колизей, путоланский амфитеатр был оборудован тентом для защиты от света и осадков.
Подвальные помещения уходят на глубину до 7 метров. Их интерьер в основном не повреждён, можно увидеть детали механизмов, которые использовались для поднятия клеток со зверями на арену и для других сценографических нужд.

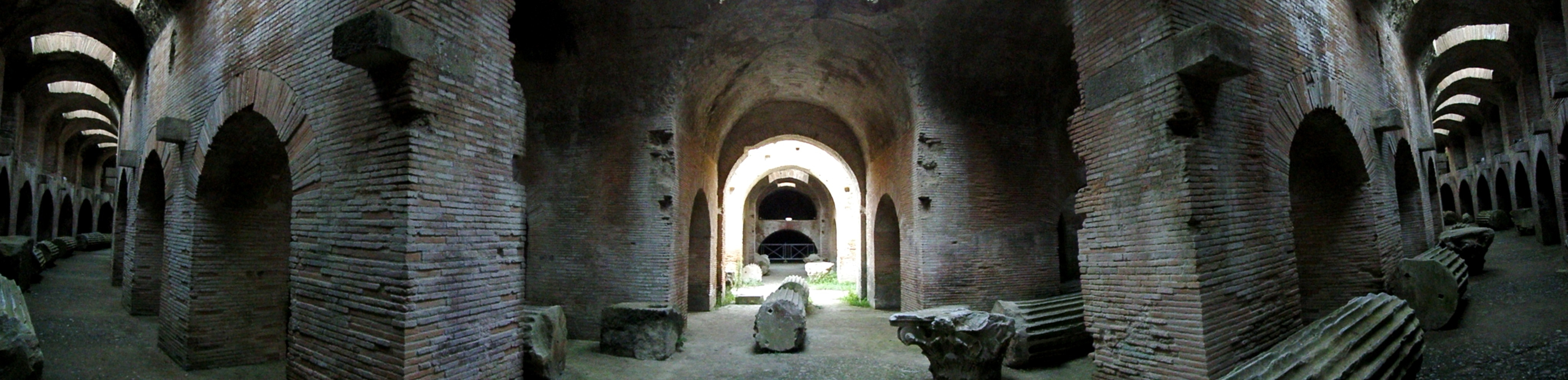
Подземелья амфитеатра

## Малый амфитеатр
Рядом с амфитеатром Флавиев находился более старый амфитеатр меньшего размера — Anfiteatro minore, построенный ещё в республиканскую эпоху. Некоторое время функционировали оба амфитеатра. Остатки Anfiteatro minore почти полностью уничтожены в результате строительства железнодорожной линии Рим—Неаполь. Сохранилось только несколько арок. Амфитеатр имел размеры 130 × 95 м.